# Фил Тил
Фил Тил (енгл. Phil Thiel; 29. октобар 1984) професионални је амерички рагбиста. Висок је 180 цм, тежак је 113 кг, примарна позиција му је стуб, а секундарна талонер. Већи део играчке каријере провео је у америчком рагби шампионату, а 2014. био је на проби у енглеском тиму Сараценсима, али није задовољио. За репрезентацију САД дебитовао је у тест мечу новембра 2009. против Уругваја. Играо је на 2 светска првенства (2011, 2015).